# Ren Xun
Ren Xun ou Jên Hsium ou Jen Siun, surnom: Fuchang est un peintre chinois du XIXe siècle, originaire de Xiaoshan qui est une subdivision administrative de la province du Zhejiang en Chine. Né en 1835 il décède en 1893.

## Biographie
Ren Xun est un peintre de figures, d'oiseaux, de paysages et de fleurs. Il est connu pour ses peintures de fleurs en particulier.
Ren Xun est l'un des quatre Ren (Ren Xiong, Ren Yu, Ren Yi et lui-même). Ils sont tous quatre très actif à Shanghai. Ren Xun qui est le frère cadet de Ren Xiong, réalise des peintures de fleurs et de personnages; Dans ce dernier genre, il imite le style du peintre Chen Hongshou, de la dynastie des Ming.